# Laurent Chalumeau
 (septembre 2017).
Si vous disposez d'ouvrages ou d'articles de référence ou si vous connaissez des sites web de qualité traitant du thème abordé ici, merci de compléter l'article en donnant les références utiles à sa vérifiabilité et en les liant à la section « Notes et références ».
Pour les articles homonymes, voir Chalumeau.
Laurent Chalumeau, né le 6 octobre 1959 à Paris, est un journaliste, écrivain, scénariste et dialoguiste français, auteur de plusieurs romans policiers.

## Biographie
En 1981, il entre comme journaliste au magazine musical Rock & Folk.
En 1983, il part s'installer aux États-Unis et collabore avec divers journaux.
À son retour en France, en 1990, il se joint à l'équipe de Canal+ et, pendant cinq ans, fournit chaque jour le texte du personnage qu'interprète Antoine de Caunes à la fin de Nulle part ailleurs.
En 1996, il écrit des dialogues additionnels pour la comédie Hercule et Sherlock, réalisée par Jeannot Szwarc. Il signe ensuite, en collaboration avec le réalisateur Éric Rochant, le scénario de Total Western (2000) et participe à l'écriture des films Le Prince du Pacifique (2000), réalisé par Alain Corneau, et Les Morsures de l'aube (2001) réalisé par Antoine de Caunes.
Il est également le créateur de la série télévisée Le Train (2004-2005).
Son roman Maurice le siffleur (2006) est adapté au cinéma en 2009 par Philippe Lefebvre sous le titre Le Siffleur.
En 2015, il fait paraître une biographie de l'écrivain américain Elmore Leonard sous le titre Elmore Leonard : un maître à écrire.
Le 16 décembre 2015, Laurent Chalumeau est invité au Collège de France par Michel Zink, dans le cadre de son séminaire « Naturel et Vraisemblance : mensonges qui disent la vérité ». Il s'agit d'une rencontre entre le dialoguiste d’Antoine de Caunes et romancier et le grand spécialiste des Troubadours et de la littérature du moyen âge.
Il a une fille, la journaliste de Quotidien, Ambre Chalumeau, avec Arielle Saracco, directrice de la création originale chez Canal +.
Depuis janvier 2024, il est critique littéraire dans la célèbre émission de France Inter Le Masque et la Plume.

## Publications

### Romans
- Fuck, Paris, Bernard Grasset, 1991  (ISBN 2-246-45181-7) ; réédition, Paris, LGF, coll. « Le Livre de poche » no 9752, 1993  (ISBN 2-253-06557-9)
- Anne Frank 2 : Le retour !, Paris, Bernard Grasset, 1994  (ISBN 2-246-49781-7)
- Uptown, Paris, Florent-Massot, 1997  (ISBN 2-908382-56-3)
- Neuilly brûle-t-il ?, Paris, Bernard Grasset, 1997  (ISBN 2-246-52191-2) ; réédition, Paris, LGF, coll. « Le Livre de poche » no 14682, 1999  (ISBN 2-253-14682-X)
- Topodoco !, Paris, Bernard Grasset, 1998  (ISBN 2-246-58461-2) ; réédition, Paris, LGF, coll. « Le Livre de poche » no 14960, 2000  (ISBN 2-253-14960-8)
- Moi & «Bobby Mc Gee», Paris, Bernard Grasset, 2003  (ISBN 2-246-65121-2) ; réédition, Paris, LGF, coll. « Le Livre de poche » no 14960, 2000  (ISBN 2-253-14960-8)
- Maurice le siffleur, Paris, Bernard Grasset, 2006  (ISBN 2-246-70931-8) ; réédition sous le titre Le Siffleur, Paris, Seuil, coll. « Points. Roman noir » no 2138, 2009  (ISBN 978-2-7578-0883-2)
- Les Arnaqueurs aussi, Paris, Bernard Grasset, 2007  (ISBN 978-2-246-73161-0) ; réédition, Paris, Seuil, coll. « Points. Roman noir » no 2030, 2008  (ISBN 978-2-7578-0882-5)
- Un mec sympa, Paris, Bernard Grasset, 2009  (ISBN 978-2-246-73171-9) ; réédition, Paris, Seuil, coll. « Points » no 2418, 2010  (ISBN 978-2-7578-1680-6)
- Bonus, Paris, Bernard Grasset, 2010  (ISBN 978-2-246-77911-7) ; réédition, Paris, Payot & Rivages, coll. « Rivages/Noir » no 870, 2012  (ISBN 978-2-7436-2354-8)
- Kif, Paris, Bernard Grasset, 2014  (ISBN 978-2-246-85467-8) ; réédition, Paris, Payot & Rivages, coll. « Rivages/Noir » no 1012, 2016  (ISBN 978-2-7436-3626-5)
- VIP, Paris, Bernard Grasset, 2017  (ISBN 978-2-246-81287-6)
- VNR, Paris, Bernard Grasset, 2018  (ISBN 978-2-246-81759-8)
- Vice, Paris, Bernard Grasset, 2021  (ISBN 978-2-246-82469-5)

### Autres publications
- En Amérique, Paris, Bernard Grasset, 2009  (ISBN 978-2-246-65151-2), recueil d'articles parus dans Rock & Folk et L'Écho des savanes de 1986 à 1995
- Elmore Leonard : un maître à écrire, Paris, Rivages, coll. « Rivages/Écrits noirs », 2015  (ISBN 978-2-7436-3171-0)

## Filmographie (scénariste et/ou dialoguiste)

### Au cinéma
- 1996 : Hercule et Sherlock, film français réalisé par Jeannot Szwarc - dialogue additionnels
- 2000 : Total Western, film français réalisé par Éric Rochant
- 2000 : Le Prince du Pacifique, film français réalisé par Alain Corneau
- 2001 : Les Morsures de l'aube, film français réalisé par Antoine de Caunes
- 2004 : Nos amis les flics, film français réalisé par Bob Swaim
- 2005 : Cavalcade, film français réalisé par Steve Suissa
- 2005 : Les Parrains, film français réalisé par Frédéric Forestier
- 2009 : Le Siffleur, film français réalisé par Philippe Lefebvre - scénario adapté d'après le roman Maurice le siffleur de Laurent Chalumeau

### À la télévision
- 1990 : Nulle part ailleurs (émission de télévision) - dialogues additionnels
- 2004-2005 : Le Train (série télévisée) - créateur et scénariste de la série

## Autres activités
- Il a été parolier pour Patrick Bruel, Michel Sardou, Jane Fostin, Fred Blondin, G-Squad, Bertrand Burgalat et Julien Clerc
- De 1985 à 1990, rédacteur de l'émission de radio Marlboro Music, animée par Antoine de Caunes et diffusée par Europe 2, Skyrock et 150 radios locales.
- Il intervient dans le documentaire Le Cinéma de Boris Vian (2011)
- À partir de 2017, il intervient ponctuellement dans l'émission de radio Popopop, animée par Antoine de Caunes et diffusée sur France Inter.